# Zmarli w roku 1803
Lista osób zmarłych w 1803:

## lipiec 1803
- 22 lipca – Domenico Corvi, włoski malarz[1]

## październik 1803
- 2 października – Samuel Adams, amerykański polityk, pisarz i browarnik, jeden z ojców założycieli USA[2]
- 14 października – Ami Argand, szwajcarski fizyk, chemik i wynalazca[3]
- data dzienna nieznana: 
  - Antoine Quinquet, francuski farmaceuta i aptekarz, twórca lampy kinkietu[4]